# Acidiella circumvaga
Acidiella circumvaga
 es una especie de insecto del género Acidiella de la familia Tephritidae del orden Diptera. 
Ito la describió científicamente por primera vez en el año 1984.